# Comet (politická strana)
Comet (hebrejsky: צומת, doslova „Křižovatka“) je malá sekulární radikálně-pravicová izraelská politická strana.

## Ideologie
Comet byla první stranou, která přišla se sloganem „mír za mír,“ který dnes v Izraeli používají všechny pravicové strany a hnutí. „Mír za mír“ znamená, že by se Izrael neměl vzdát území výměnou za reálný mír s tím, že pokud Arabové skutečně chtějí mír, tak by měli zastavit politiku hrozeb jimiž se domáhají území a vzdát se svých požadavků.
Strana podporuje oddělení náboženství od státu. Mimo jiné také požaduje uzákonění povinné vojenské služby pro studenty ješiv.

## Historie
Strana byla založena roku 1983 generálem Rafaelem „Rafulem“ Ejtanem poté, co odešel z funkce náčelníka generálního štábu. Až do roku 1999 byl jejím předsedou a formoval ji jako sekulární, pravicovou stranu se silným důrazem na zemědělství. Mnoho členů strany a jejích poslanců byli Ejtanovi sousedé z Tel Adašim (malá zemědělská komunita). Do voleb do Knesetu v roce 1984 šla Comet společně se stranou Techija a Ejtan byl jejím jediným členem v Knesetu. Strany se v roce 1987 rozešly a do následujících voleb v roce 1988 šla strana již samostatně a získala dva mandáty. Stala se součástí vlády Jicchaka Šamira a Ejtan získal post ministra zemědělství. V prosinci 1991 však koaliční vládu opustila na protest vůči Šamirově účasti na Madridské mírové konferenci.
Ve volbách do Knesetu v roce 1992 strana získala osm mandátů, ale nebyla členem levicové koalice. Úspěch strany ve volbách byl zároveň jejím pádem. Žádný z nových poslanců neměl politické zkušenosti a většina z nich byla zcela anonymní. Populární vtip popisoval toho času stranu jako „Rafula a sedm trpaslíků.“ Objevilo se obvinění o tyranském chování předsedy a tři poslanci – Gonen Segev, Ester Salmovič a Alex Goldfarb opustili stranu, aby založili stranu Ji'ud. Tito tři poslanci opustili stranu, protože Segevovi byl Jicchakem Rabinem nabídnut post ministra energetiky, za předpokladu že bude hlasovat pro Oselské dohody, proti kterým Comet vystupovala, a které by bez jeho hlasu neprošly.
Všechny tyto skutečnosti stále snižovaly popularitu strany a do voleb do Knesetu v roce 1996 šla pod společnou kandidátkou se stranami Likud a Gešer pod názvem „Národní tábor“. Za účast na společné kandidátce byly straně přislíbeny relativně vysoká umístění na společné kandidátní listině, částečně jako odměna za stažení kandidatury Ejtana na premiéra (v roce 1996 se poprvé konala přímá volba premiéra). Do Knesetu byli nakonec zvoleni tři kandidáti strany Comet, avšak jeden z nich, Moše Peled, později Comet opustil, aby založil stranu Mechora, která se později spojila se stranou Moledet.
Ve volbách do Knesetu v roce 1999 strana kandidovala samostatně. Ztratila však téměř veškerou dosavadní podporu a získala pouhých 4128 hlasů, což je méně než desetina hlasů potřebných k překročení 1,5% volebního prahu. Po zdrcující porážce Ejtan opustil politickou scénu.
Strana však i nadále existuje a kandidovala ve volbách jak v roce 2003 (2023 hlasů), tak v roce 2006 (1342 hlasů).

## Členové Knesetu
| Kneset (MKs) | členové Knesetu |
| ------------ | --- |
| 11. (1)      | Rafael Ejtan |
| 12. (2)      | Rafael Ejtan, Joaš Cidon |
| 13. (8 –3)   | Pini Badaš, Chajim Dajan, Rafael Ejtan, Moše Peled, Eliezer Sandberg – Alex Goldfarb, Ester Salmovitz, Gonen Segev (odešli do strany Jiud) |
| 14. (3 –1)   | Chajim Dajan, Rafael Ejtan – Moše Peled (odešel do strany Mechora)                                                                         |